# Ким Чон Хи
Ким Чон Хи (псевдонимы — Чхуса, Вандан) — корейский каллиграф и политик периода Чосон. Основоположник стиля «чхуса», названного по его псевдониму.
Родился в семье чиновника в Йесане в 1786 году. Уже с детства был замечательным каллиграфом. Когда ему исполнилось 15 лет, он женился. Состоял на службе у королевской семьи. Писал пейзажи и орхидеи.
Среди учеников Ким Чон Хи был Ли Джэ Гван.